# 瓊州戰鬥
瓊州戰鬥發生於1925年1月15－25日，地點則是在中國粵南海島。是北洋政府時期军阀內戰戰鬥之一。交戰的兩方，一方為粵四軍，另一方則為鄧本殷部。